# Hans Henrik von Tiesenhausen
Hans Henrik von Tiesenhausen, född omkring 1645 i Estland, var en balttysk friherre och militär.

## Biografi
Hans Henrik von Tiesenhausen blev major vid Johan Anders von der Pahlens Estländska kavalleriregemente 1679, överstelöjtnant 1688 och var överste och chef för Estniska kavalleriregementet 1700–1710. Han blev generalmajor 1710. von Tiesenhausen deltog i slaget vid Narva och slaget vid Ingritz.

### Familj
von Tiesenhausen var gift med friherrinnan Juliane Marie Taube, dotter av Jakob Johan Taube och Maria Horn af Marienborg. De fick tillsammans barnen Magdalena Juliana von Tiesenhausen (född 1683) som var gift med riksrådet greve Hans Henrik von Liewen, Johan Jakob von Tiesenhausen (1686–1749), Hans Henrik von Tiesenhausen (1685–1736), Anna Mariavon Tiesenhausen (död 1742) som var gift med Hans Jürgen von Uexküll och Jürgen Detlof von Tiesenhausen.